# 히가시치쿠마군

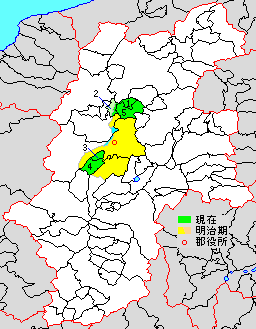
히가시치쿠마군의 위치

히가시치쿠마군(일본어: 東筑摩郡, ひがしちくまぐん)은 일본 나가노현 북서부에 있는 군이다.
인구 19,808명, 면적 268.5km², 인구밀도 73.8명/km².(2025년 3월 1일, 추계인구)
이하 5촌으로 구성된다.
- 야마가타촌(山形村)
- 아사히촌(朝日村)
- 이쿠사카촌(生坂村)
- 오미촌(麻績村)
- 지쿠호쿠촌(筑北村)

## 군역
1879년 행정 구역으로 발족할 당시의 군역은 이쿠사카촌의 일부를 제외한 위의 5촌 외에 아래 구역에 해당한다.
- 마쓰모토시의 일부
- 시오지리시의 일부
- 아즈미노시의 일부

현지에서의 약칭은 도치쿠(東筑)이다. 마쓰모토시, 시오지리시, 아즈미노시를 사이에 두고 남북에서 분단되어 있어 평야부에 위치하는 하타 정, 아사히 촌, 야마가타 촌을 지쿠난(筑南), 산간부에 위치하는 이쿠사카 촌, 오미 촌, 지쿠호쿠 촌을 지쿠호쿠(筑北)라고 불러 구별하는 경우가 많다. 인구 동태에서는 지쿠난에서는 조금 증가하고 지쿠호쿠에서는 감소하는 경향에 있다.대한민국의 춘천시와 자매 도시로서 교류하고 있다.

## 역사

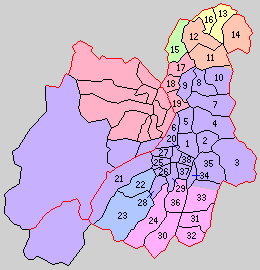
1.마쓰모토정 2.사토야마베촌 3.이리야마베촌 4.혼고촌 5.오카다촌 6.시마우치촌 7.니시키베촌 8.아이다촌 9.고조촌 10.나카가와촌 11.혼조촌 12.사카키타촌 13.오미촌 14.사카이촌 15.이쿠사카촌 16.히나타촌 17.히가시카와테촌 18.나카카와테촌 19.가미카와테촌 20.시마다치촌 21.하타촌 22.야마가타촌 23.아사히촌 24.세바촌 25.와다촌 26.간바야시촌 27.니촌 28.이마이촌 29.사사가촌 30.소가촌 31.시오지리촌 32.지쿠마지촌 33.가타오카촌 34.고토부키촌 35.나카야마촌 36.히로오카촌 37.요시카와촌 38.마쓰모토촌 (보라:마쓰모토시 분홍:시오지리시 빨강:아즈미노시 노랑:오미촌 녹색:이쿠사카촌 등색:지쿠호쿠촌 파랑:합병 없음)

- 1889년 4월 1일 - 정촌제 시행으로, 아래의 정촌이 발족. 따로 적은 경우 외는 현 마쓰모토시.(1정 37촌)
  - 마쓰모토정(松本町), 사토야마베촌(里山辺村), 이리야마베촌(入山辺村), 혼고촌(本郷村), 오카다촌(岡田村), 시마우치촌(島内村), 니시키베촌(錦部村), 아이다촌(会田村)
  - 고조촌(五常村): 현 마쓰모토시, 아즈미노시
  - 나카가와촌(中川村): 현 마쓰모토시, 지쿠호쿠촌
  - 혼조촌(本城村), 사카키타촌(坂北村): 현 지쿠호쿠촌
  - 오미촌(麻績村): 현 오미촌
  - 사카이촌(坂井村): 현 지쿠호쿠촌
  - 이쿠사카촌(生坂村): 현 이쿠사카촌
  - 히나타촌(日向村): 현 오미촌
  - 히가시카와테촌(東川手村), 나카카와테촌(中川手村), 가미카와테촌(上川手村): 현 아즈미노시
  - 시마다치촌(島立村), 하타촌(波多村)
  - 야마가타촌(山形村): 현 야마가타촌
  - 아사히촌(朝日村): 현 아사히촌
  - 세바촌(洗馬村): 현 시오지리시
  - 와다촌(和田村), 간바야시촌(神林村), 니촌(新村), 이마이촌(今井村), 사사가촌(笹賀村)
  - 소가촌(宗賀村), 시오지리촌(塩尻村), 지쿠마지촌(筑摩地村): 현 시오지리시
  - 가타오카촌(片丘村): 현 마쓰모토시, 시오지리시
  - 고토부키촌(寿村), 나카야마촌(中山村)
  - 히로오카촌(広丘村): 현 시오지리시
  - 요시카와촌(芳川村), 마쓰모토촌(松本村)
- 1907년 5월 1일 - 마쓰모토정이 시제 시행으로 마쓰모토시(松本市)가 되어, 군에서 이탈.(37촌)
- 1925년 2월 1일 - 마쓰모토촌이 마쓰모토시에 편입.(36촌)
- 1927년 4월 1일 - 시오지리촌이 정제 시행으로 시오지리정(塩尻町)이 됨. (1정 35촌)
- 1933년 2월 16일 - 하타촌(波多村)이 하타촌(波田村)으로 개칭.
- 1943년 4월 1일 - 나카야마촌의 일부가 마쓰모토시에 편입.
- 1952년 4월 1일 - 나카야마촌의 일부가 혼조촌에 편입.
- 1954년)
  - 4월 1일 - 나카야마촌·시마다치촌·시마우치촌이 마쓰모토시에 편입.(1정 32촌)
  - 8월 1일 - 사사가촌·이마이촌·간바야시촌·와다촌·니촌·요시카와촌·고토부키촌·사토야마베촌·이리야마베촌·오카다촌이 마쓰모토시에 편입.(1정 22촌)
- 1955년)
  - 1월 15일 - 가미카와테촌이 분할되어, 일부가 나카카와테촌에 편입, 잔여부가 미나미아즈미군 도요시나정·미나미호타카촌·다키베촌과 합병하여, 새로이 미나미아즈미군 도요시나정이 발족.(1정 21촌)
  - 4월 1일
    - 니시키베촌·나카가와촌·고조촌·아이다촌이 합병하여, 시가촌(四賀村)이 발족.(1정 18촌)
    - 나카카와테촌·히가시카와테촌이 합병하여, 아카시나정(明科町)이 발족.(2정 16촌)

  - 9월 25일 - 시가촌의 일부가 미나미아즈미군 도요시나정에 편입.
- 1956년 9월 30일
  - 아카시나정이 기타아즈미군 나나키촌과 합병하여, 새로이 아카시나정이 발족.
  - 오미촌·히나타촌이 합병하여, 새로이 오미촌이 발족.(2정 15촌)
- 1957년 3월 31일
  - 아카시나정의 일부가 기타아즈미군 이케다정에 편입.
  - 아카시나정이 기타아즈미군 리쿠고촌의 일부를 편입.
  - 이쿠사카촌이 기타아즈미군 리쿠고촌의 일부를 편입한 후, 기타아즈미군 히로쓰촌의 일부와 합병하여, 새로이 이쿠사카촌이 발족.
- 1959년 4월 1일 - 시오지리정·가타오카촌·히로오카촌·소가촌·지쿠마지촌이 합병하여, 시오지리시(塩尻市)가 발족, 군에서 이탈.(1정 11촌)
- 1961년 6월 28일 - 세바촌이 시오지리시에 편입.(1정 10촌)
- 1973년 4월 1일 - 하타촌이 정제 시행으로 하타정(波田町)이 됨.(2정 9촌)
- 1974년 5월 1일 - 혼고촌이 마쓰모토시에 편입.(2정 8촌)
- 2005년)
  - 4월 1일 - 시가촌이 마쓰모토시에 편입.(2정 7촌)
  - 10월 1일 - 아카시나정이 미나미아즈미군 도요시나정·호타카정·미사토촌·호리가네촌과 합병하여 아즈미노시(安曇野市)가 발족.(1정 7촌)
  - 10월 11일 - 혼조촌·사카키타촌·사카이촌이 합병하여, 지쿠호쿠촌(筑北村)이 발족.(1정 5촌)
- 2010년 3월 31일 - 하타정이 마쓰모토시에 편입.(5촌)